# Libertin (film, 2000)
Libertin (v originále Le Libertin) je francouzský historický film z roku 2000, který režíroval Gabriel Aghion podle divadelní hry Der Freigeist z roku 1997 Érica-Emmanuela Schmitta, který spolu s Aghionem napsal i scénář. Snímek měl světovou premiéru 15. března 2000.

## Děj
Ve Francii 18. století je osvícenec Denis Diderot proslavený svými liberálními spisy a lehkovážným životním stylem. Jako filozof a autor napsal s podobně smýšlejícími lidmi první Encyklopedii. Jeho svobodomyslné názory však vyvolávají nelibost dvora a kléru, a proto je Diderot donucen ukrýt se u barona Holbacha a nelegálně rozmnožovat své knihy v tajné tiskárně.
Baron i jeho žena vedou svobodný a nekonvenční život, přesně tak, jak to prosazuje Diderot. Když na panství dorazí atraktivní a stejně emancipovaná malířka Madame Therbouche, Diderot poprvé projeví morální zábrany, protože ho chce namalovat nahého. Když ho konečně přesvědčí, aby jí stál modelem pro akt, jsou přistiženi Diderotovou žárlivou manželkou Antoinette, která poté hrozí, že Diderota opustí.
Mezitím dorazí další host – bratr barona d'Holbacha, který je ve svém úřadu kardinála na cestě do Avignonu a pronásleduje autory Encyklopedie. Když v parku potká nahého Diderota, jak běží za svou ženou, je v šoku. Přestože zaslechne hluk tiskařských strojů, baronka d'Holbach vždy ví, jak ho rozptýlit, aby neobjevil tajnou tiskárnu, která se nachází v malé kapli.
Diderot se trápí s napsáním svého článku o „morálce“. Své vlastní dceři Angelice zakazuje, aby byla liberální a frivolní. Madame Therbouche poukazuje na jeho dvojí metr, což ho jen více mate. Navíc malířka je jedinou ženou v jeho okolí, která se zdá odolávat jeho svodům. Ukáže se, že, Madame Therbouche poslal kardinál jako špionku na Diderota, aby našla tajnou tiskárnu. Přestože nutně potřebuje peníze za své špionážní služby, nechce kardinálovi nic sdělit. Skrytou tiskárnu nakonec najde kardinál sám a následně odjíždí, zatímco madame Therbouche ukradne šperky své hostitelce. Diderot ji při tom překvapí. Přizná se mu, že vůbec není malířka a Diderotovi vrátí ukradené věci.
Cestou se Madame Therbouche setkává s kardinálem, který je s policií na cestě ke kapli. Okamžitě jede zpět, aby varovala Diderota a jeho lidi. Když kardinál a policie dorazí před kapli, je budova vyklizena. Diderot učiní nabídku madame Therbouche. Potřebuje její pomoc pro další článek ve své Encyklopédii – článek o „smyslnosti“.

## Obsazení
| Vincent Perez        | Denis Diderot          |
| Fanny Ardant         | Madame Therbouche      |
| Josiane Balasko      | Baronka d‘Holbach      |
| Michel Serrault      | kardinál               |
| Arielle Dombasle     | markýza de Jerfeuil    |
| Christian Charmetant | markýz de Jerfeuil     |
| Françoise Lépine     | Madame Diderotová      |
| François Lalande     | baron d'Holbach        |
| Bruno Todeschini     | markýz de Cambrol      |
| Arnaud Lemaire       | markýz de Lutz         |
| Audrey Tautou        | Julie d‘Holbach        |
| Vahina Giocante      | Angélique Diderotová   |
| Yan Duffas           | Abraham                |
| Véronique Vella      | Jerfeuilova sestřenice |
| Eric Savin           | šéf policie            |
| Thierry Nzeutem      | Mohamed                |